# Diessbach bei Büren
Diessbach bei Büren (toponimo tedesco) è un comune svizzero di 990 abitanti del Canton Berna, nella regione del Seeland (circondario del Seeland).

## Geografia fisica
Diessbach bei Büren ha una superficie di 6,30 km². Di questi, 3,76 km² (59,6%) sono adibiti all'uso agricolo, mentre 2,03 km² (32,2%) sono composti da boschi. La superficie restante, 0,49 km² (7,8%), è composta da edifici o strade. Per quanto riguarda il centro abitato, il 4,0% è occupato da abitazioni ed edifici, il 2,7% da infrastrutture di trasporto, il 31,4% invece è occupato da foreste. Il 51,0% dei terreni agricoli sono utilizzati per coltivazioni, il 6,0% per pascoli, mentre il 2,5% viene utilizzato per frutteti o colture di vite.

## Storia
Sulla base di alcuni reperti, rinvenuti in varie parti del territorio, i primi segni di civiltà risalgono al mesolitico, al neolitico e all'età del bronzo; ulteriori testimonianze storiche risalgono ai tempi dell'Impero romano. La prima apparizione nelle fonti storiche risale al 1244, sotto il nome di Diespah; a quel tempo, l'insediamento era composto da una chiesa, che può essere fatta risalire al VII-VIII secolo, e da alcune fattorie. Diessbach bei Büren entrò a far parte del Canton Berna nel 1393, insieme a Büren an der Aare.

## Monumenti e luoghi d'interesse

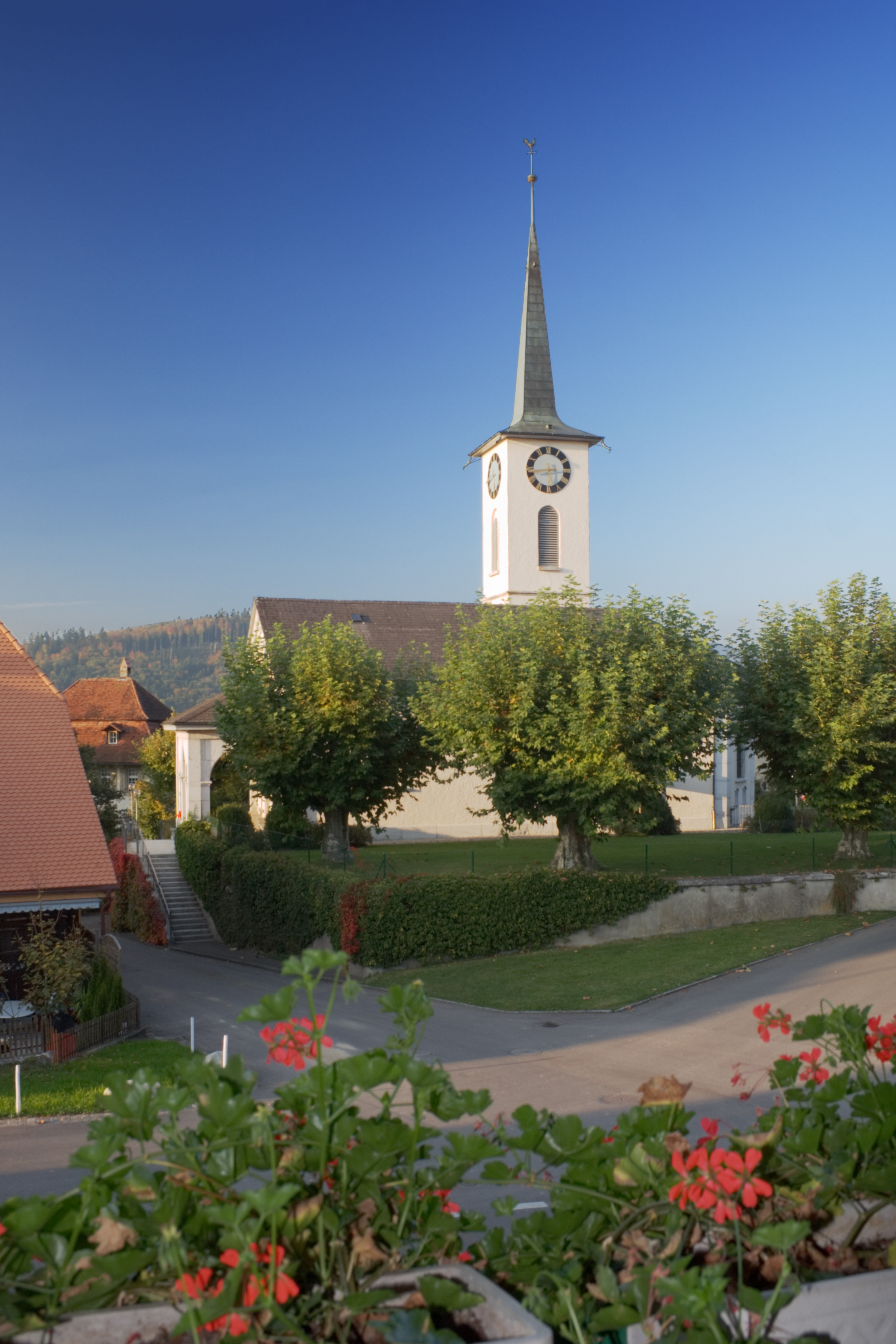
La chiesa riformata

- Chiesa riformata (già di San Giovanni), eretta nel VII-VIII secolo e ricostruita nel 1858-1859[1].

## Società

### Evoluzione demografica
L'evoluzione demografica è riportata nella seguente tabella:
Abitanti censiti

## Amministrazione
Ogni famiglia originaria del luogo fa parte del cosiddetto comune patriziale e ha la responsabilità della manutenzione di ogni bene comune.